# Sarah-Jane Janson
Sarah-Jane Janson (* 1984 in München) ist eine deutsche Schauspielerin.

## Leben
Sarah-Jane Janson ist die Tochter des Schauspielers Horst Janson und dessen Ehefrau Helgardt Hella Ruthardt. Sie wuchs mit ihrer älteren Schwester (* 1982) in Grünwald bei München auf.
Von 2005 bis 2008 absolvierte sie eine Schauspielausbildung an der Schauspielschule Zerboni in München und studierte von 2008 bis 2015 Theaterwissenschaften an der Ludwig-Maximilians-Universität München. 
Als Bühnendarstellerin trat sie in zahlreichen Theaterstücken auf, so an der Komödie im Bayerischen Hof, an den Münchner Kammerspielen, an der Komödie Düsseldorf, am Wallgraben-Theater und bei den Störtebeker-Festspielen. Bei den Karl-May-Spielen in Bad Segeberg stand sie gemeinsam mit ihrem Vater auf der Bühne. Janson wirkte als Schauspielerin gelegentlich in Filmen und Fernsehserien mit.

## Filmografie (Auswahl)
- 2008: Torrid
- 2008: Preußens Gloria
- 2010: In aller Freundschaft (Fernsehserie, Folge 496: Geständnisse)
- 2014: Der Kahn